# Río Piracicaba (São Paulo)
El río Piracicaba es un río del estado de São Paulo, Brasil. Principal afluente del río Tieté por su volumen de agua, es también responsable de la provisión de agua potable para las ciudades de Campinas y parte de São Paulo y su área metropolitana.
El río Piracicaba nace de la unión del río Atibaia y el río Jaguari, en el municipio de Americana. Su cuenca de 12.000 km², ocupa el sudeste del estado de São Paulo y del extremo sur del estado de Minas Gerais. Después de atravesar la ciudad de Piracicaba, recibe las aguas del río Corumbataí, su principal afluente.
Los últimos 22 km del río forman parte de la Hidrovía Paraná-Tietê, a partir de la localidad de Santa Maria da Serra. La gran cantidad de meandros que presenta, dan nombre al río, que en lengua tupí significa Lugar donde paran los peces.
- Datos: Q1140639
- Multimedia: Rio Piracicaba (São Paulo) / Q1140639